# Говор (дијалектологија)
Говор, или поддијалект (поддијалекат) или субдијалект (субдијалекат; од латинског префикса sub- — суб- — „под” и грчког појма  — дијалектос — „дијалект (дијалекат)”), је дијалектолошки појам којим се означава језичка варијететска подгрупа у оквиру одређеног дијалекта. Подела неког дијалекта на субдијалекте, односно говоре проистиче из локалних језичких посебности, које постоје на различитим подручјима у оквиру граница тог дијалекта. Поред основног дијалектолошког груписања по припадности матичном дијалекту, говори (субдијалекти) се могу груписати и према демолингвистичким критеријумима, у склопу проучавања свих говора, односно субдијалеката који су заступљени на некој проучаваној територији, независно од њихове припадности различитим матичним дијалектима.
У стручној литератури и публицистици, за говоре (субдијалекте) се неретко употребљава и термин „поддијалекти” (са два „д”).